# 市谷山伏町
市谷山伏町（いちがややまぶしちょう）は、東京都新宿区の地名で旧牛込区にあたる牛込地域内である。「丁目」の設定のない単独町名である。住居表示実施済みの地域。

## 概要
主に住宅地として利用され、大久保通り沿いに商店なども見られる。地域名にあたる「牛込」への愛着が住民の間で強く根付いており、古今を通じて「牛込山伏町」の名で地域に親しまれている。

## 地理
新宿区東部及び牛込地域の中部に位置する。

## 歴史
本来は牛込村に属し牛込山伏町と呼ばれていたが、1872年（明治5年）に市谷山伏町、北山伏町、南山伏町に分割された。
1990年（平成2年）、近隣の5か町とともに、従前の町名及び町界を継承する形で住居表示が実施された。

## 世帯数と人口
2025年（令和7年）3月1日現在（新宿区発表）の世帯数と人口は以下の通りである。
- 世帯数 : 315世帯
- 人口 : 567人

### 人口の変遷
国勢調査による人口の推移。
| 年                 | 人口 |
| ------------------ | ---- |
| 1995年（平成7年）  | 352  |
| 2000年（平成12年） | 458  |
| 2005年（平成17年） | 449  |
| 2010年（平成22年） | 450  |
| 2015年（平成27年） | 484  |
| 2020年（令和2年）  | 578  |

### 世帯数の変遷
国勢調査による世帯数の推移。
| 年                 | 世帯数 |
| ------------------ | ------ |
| 1995年（平成7年）  | 161    |
| 2000年（平成12年） | 219    |
| 2005年（平成17年） | 221    |
| 2010年（平成22年） | 223    |
| 2015年（平成27年） | 244    |
| 2020年（令和2年）  | 327    |

## 学区
区立小・中学校に通う場合、学区は以下の通りとなる（2018年8月時点）。
- 区域 : 全域
  - 小学校 : 新宿区立市谷小学校
  - 中学校 : 新宿区立牛込第一中学校

## 事業所
2021年（令和3年）現在の経済センサス調査による事業所数と従業員数は以下の通りである。
- 事業所数 : 19事業所
- 従業員数 : 132人

### 事業者数の変遷
経済センサスによる事業所数の推移。
| 年                 | 事業者数 |
| ------------------ | -------- |
| 2016年（平成28年） | 15       |
| 2021年（令和3年）  | 19       |

### 従業員数の変遷
経済センサスによる従業員数の推移。
| 年                 | 従業員数 |
| ------------------ | -------- |
| 2016年（平成28年） | 116      |
| 2021年（令和3年）  | 132      |

## 施設

### 教育
- 新宿区立市谷小学校

### 観光
- 林氏墓地

## 交通

### 道路
- 東京都道433号神楽坂高円寺線（大久保通り）

## 画像

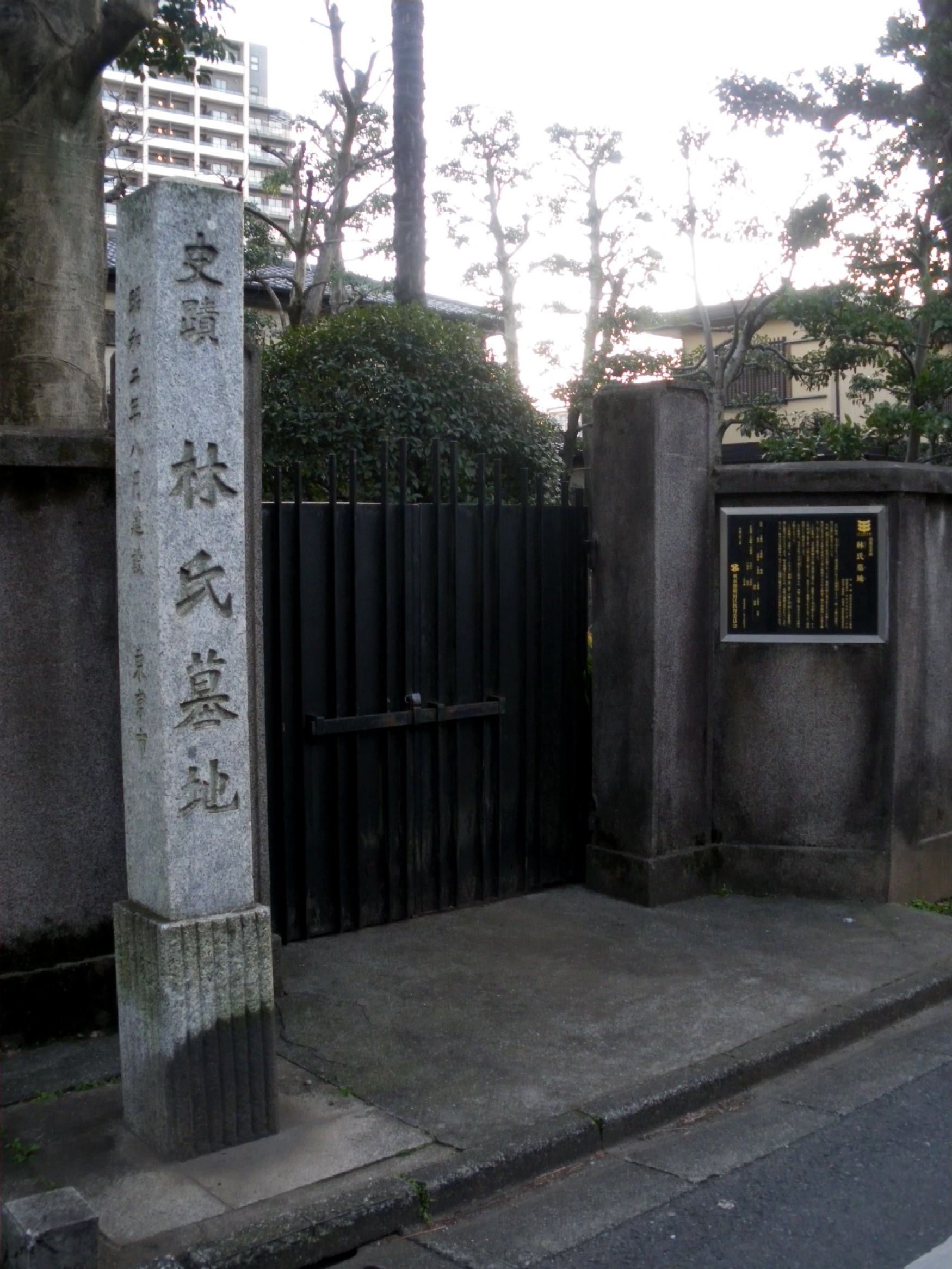
林氏墓地（国史跡）

## 出身・ゆかりのある人物
- 植竹三右衛門（栃木県多額納税者、実業家、貴族院議員） - 栃木県人で、東京の住所が市谷山伏町[14]。

## その他

### 日本郵便
- 郵便番号 : 162-0857[3]（集配局 : 牛込郵便局[15]）。